# Бланди, Николас
Никола́с Бла́нди (исп. Nicolás Blandi; род. 13 января 1990, Кампана, Аргентина) — аргентинский футболист, нападающий клуба «Дефенса и Хустисия».

## Биография
Бланди — воспитанник клуба «Бока Хуниорс». В 2010 году Николас стал лучшим снайпером резервной команды «Боки» и поехал с командой в турне по США. В товарищеском матче против «Портленд Тимберс» он забил гол. По возвращении в Аргентину Бланди на правах аренды перешёл в «Архентинос Хуниорс» для получения игровой практики. 17 августа в матче против «Индепендьенте» он дебютировал в аргентинской Примере. 14 ноября в поединке против «Сан-Лоренсо» Николас забил свой первый гол за «Хуниорс». По окончании аренды Бланди вернулся в «Боку». 22 сентября в матче против «Эстудиантеса» он дебютировал за «Бока Хуниорс». Бланди был футболистом ротации, чаще выходя на замену в конце матча. Конкурентами Николаса за место в основе были Лукас Вьятри, Серхио Араухо и Пабло Моуче. После того, как Вьятри получил травму Бланди начал чаще выходить в стартовом составе. В октябре в поединках против «Колона» и «Атлетико Рафаэла» он сделал два дубля, забив первый голы за Боку. В том же году он стал чемпионом и обладателем Кубка Аргентины. В 2012 году Николас помог клубу выйти в финал Кубка Либертадорес, он принял участие в 4 матчах турнира и забил гол в ворота венесуэльской «Саморы».
В начале 2014 года Бланди перешёл в «Сан-Лоренсо». 8 февраля в поединке против «Олимпо» он дебютировал за новую команду. 16 февраля в матче против «Расинга» Николас забил свой первый гол за новый клуб. 28 марта в Кубка Либертадорес против эквадорского «Индепендьенте дель Валье» Бланди забил гол. В составе «Сан-Лоренсо» он во второй раз вышел в финал турнира. В конце 2014 года Бланди стал серебряным призёром клубного чемпионата мира, несмотря на то, что на поле не вышел ни в одном матче.
В начале 2015 года Николас на правах аренды перешёл во французский «Эвиан». 21 марта в матче против «Монпелье» он дебютировал в Лиге 1. 18 апреля в поединке против «Генгама» Бланди забил свой первый гол за клуб. В феврале 2016 года он помог «Сан-Лоренсо» выиграть Суперкубок Аргентины.
В начале 2024 года Бланди подписал однолетний контракт с клубом «Дефенса и Хустисия».

## Достижения
Командные
 «Бока Хуниорс»
- чемпион Аргентины: Апертура 2011
- Обладатель Кубка Аргентины: 2012

 «Сан-Лоренсо»
- Победитель клубного чемпионата мира: 2014
- Обладатель Кубка Либертадорес: 2014
- Обладатель Суперкубка Аргентины: 2015

 «Коло-Коло»
- Обладатель Кубка Чили: 2019